# Гожув-Великопольський трамвай
Трамваї у Гожуві-Великопольськім — мережа трамваю, що працює у місті Гожув-Великопольський.

## Коротка історія
1896 року розпочалися перші обговорення щодо запровадження у місті трамвайного руху. У вересні 1898 року розпочалося будівництво трамвайної лінії. 29 липня 1899 року у місті було відкрито руху електричного трамваю.
1903 року трамвай курсував вже 4 лініями.
Однак вже 11 вересня 1922 року, з причини нерентабельності, рух трамваїв у місті припинився. Минуло 2 роки і 15 серпня 1924 року відбулося друге відкриття трамвайного руху у місті. 1926 року відкрилася лінія на Замостя через новий міст над річкою Варта.
З червня 1943 по 1944 роки діяла тролейбусна лінія. Вдруге трамвай закрито 30 січня 1945 року, а знову відновлено рух 1 травня 1947 року.
У липні 1951 року відновлено рух на Замостя. 1955 року відкрито лінію до вул. Енергетиків.
1 травня 1972 року відкрито руху до району Веприці. 1973 року збудовано лінію до розворотного кільця «Піски», однак в той самий час ліквідовано лінію на Замостя.
У березні 2007 року міський голова Тадеуш Єнджейчак висловив думку про можливість ліквідації трамвайного руху у місті, однак через протести громадськості вже в травні того ж року він від такої думки відмовився.

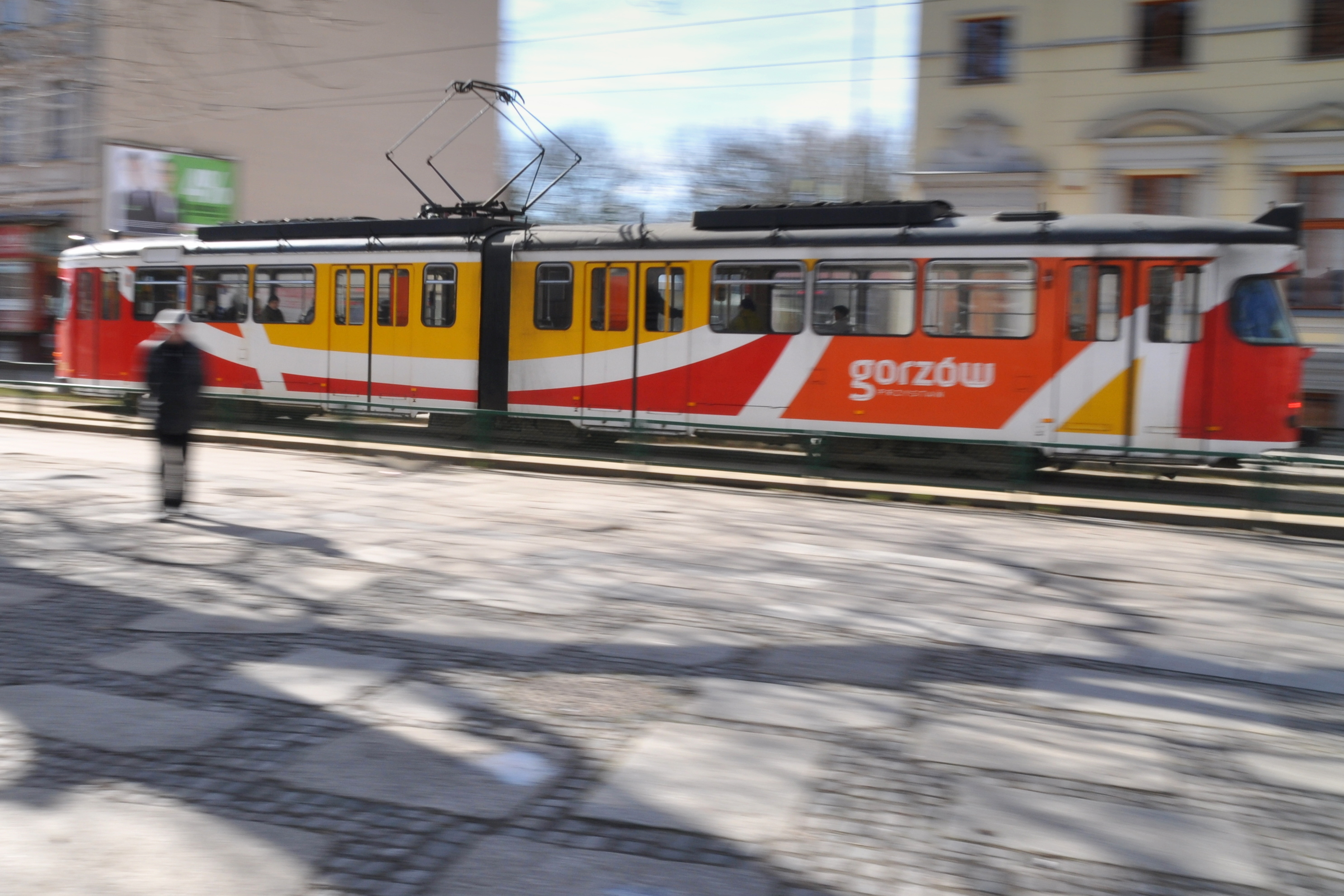
Wegmann 6ZGTW

30 листопада 2009 року відновлено руху по одноколійній лінії до Залізничного вокзалу.
На початку 2011 року МЗК висловив думку про скорочення мережі трамваю або про повну ліквідацію мережі, що знову викликало обурення та протести мешканців міста.
На початку квітня 2011 року з Нідерландів надійшло 2 вагони Wegmann 6ZGTW.

## Рухомий склад
Парк складається з 14 низькопідлогових трамваїв Pesa Twist,

8 трамваїв Credé/Düwag 6EGTW/Wegmann/Düwag 6ZGTW, і двох Konstal 105Na.

## Маршрути
Список маршрутів за даними Гожувміськтрансу
| № | Схема | Маршрут                          | Довжина | Кількість зупинок |
| - | ----- | -------------------------------- | ------- | ----------------- |
| 1 |       | ст. Веприці — вул. Фільдорфа     | 9 км    | 17                |
| 2 |       | ст. Веприці — Піски              | 7 км    | 17                |
| 3 |       | Піски — вул. Фільдорфа           | 7,5 км  | 16                |
| 4 |       | Головний вокзал — вул. Фільдорфа | 5,7 км  | 12                |